# ترقيم السنة الفلكية
يستند ترقيم السنة الفلكية على م / م ترقيم السنة، لكن يتبع الرقم العادي العشري الصحيح ويبلغ ترقيم أكثر دقة. وهكذا، فلدينا السنة صفر، السنوات التي سبقت والتي يتم تصنيفها مع الأرقام السالبة والسنوات بعد أن يتم تصنيفها مع الأرقام موجبة. علماء الفلك قاموا باستخدام التقويم اليولياني لسنوات قبل عام1582، بما في ذلك السنة 0، والتقويم الميلادي لسنوات بعد عام 1582، كما يتضح من جاك كاسيني (1740)،  (1898) and .سيمون نيوكومب (1898) وفريد
البادئة AD واللواحق CE، BC أو قبل الميلاد (عصر المشتركة، قبل المسيح أو قبل عصر المشتركة) تم إسقاطها. ويتم ترقيم سنة 1 ق / ق. م 0، يتم ترقيم سنة قبل الميلاد 2 -1، وبصفة عامة في السنة ن ق / قبل الميلاد يتم ترقيمها ب «- (ن - 1)» (رقم سالب يساوي 1 - ن). لا تتغير أعداد م / سنة م المكتوبة مع أي إشارة أو أي علامة موجبة. وبالتالي في ن العام م / م هو ببساطة ن أو + ن. للحساب العادي في كثير من الأحيان هناك حاجة إلى عدد الصفر، هنا وعلى الأخص عند حساب عدد السنوات في الفترة التي تمتد من العصر. من الضروري أن تطرح في نهاية العام فقط من بعضها البعض.
يسمى ذلك النظام تبعا إلى استخدامه في علم الفلك. قليل من التخصصات الأخرى خارج الصفقة التاريخية مع الوقت قبل 1 سنة، بعض الاستثناءات يجري حلق شجري، وعلم الآثار والجيولوجيا، والأخيران منها وهو استخدام 'قبل عام من الآن ". على الرغم من أن القيم العددية المطلقة للسنوات الفلكية والتاريخية تختلف فقط من جانب واحد قبل 1 سنة، هذا الاختلاف أمر بالغ الأهمية عند حساب الأحداث الفلكية مثل الكسوف أو ارتباطات الكواكب لتحديد متى وقعت الأحداث التاريخية التي ذكرها.

## استخدام السنة الصفرية
في كتاب رودولفين للجداول (1627)، استخدم يوهانس كبلر نموذج أولي من العام الصفري الذي وصفه كريستي (المسيح) بين سنوات المسمى أنتي كريستوم (قبل المسيح) والمشاركة كريستوم (بعد المسيح) على الجداول يعني الحركة للشمس والقمر، زحل والمشتري والمريخ والزهرة وعطارد. في 1702، عالم الفلك الفرنسي فيليب دي لاهير قام باستخدام العام الذي وصفه بكريستوم الصفري في نهاية السنوات التي وصفت ما كان عليه سابقا كريستوم (قبل الميلاد)، وعلى الفور قبل سنوات ما يسمى كريستوم (AD) في صفحة الحركة يعني في كتابة اللوحات الفلكية، وبالتالي أضاف ا تعيين 0 إلى كريستي كبلر. وأخيرا، في عام 1740 عالم الفلك الفرنسي جاك كاسيني (كاسيني الثاني)، الذي يرجع اليه الفضل عادة مع اختراع السنة الصفر، قام بإكمال التحول في حياته الجداول الفلكية، ببساطة ووصف هذا العام بالعام الصفري، الذي وضعت في نهاية سنوات جوليان المسمى طليعة يسوع المسيح (قبل يسوع المسيح أو قبل الميلاد)، وعلى الفور قبل الألعاب التحشيشية جوليان: سنوات المسمى يسوع المسيح (بعد يسوع المسيح أو م).
أعطى كاسيني الأسباب التالية لاستخدام العام الصفري:
السنة الصفرية هو أنه في أي واحد يفترض أن يسوع المسيح ولد، والتي عدة التسلسل الزمني علامة 1 قبل ولادة يسوع المسيح والذي نحن علمنا، حتى أن مجموع سنوات قبل وبعد يسوع المسيح يعطي الفاصل بين هذه السنوات، وحيث أن الأرقام تقبل القسمة على 4 بمناسبة السنة الكبيسة، حيث الكثير قبل أو بعد ميلاد يسوع المسيح.
- جاك كاسيني
فريد إسبانك من وكالة ناسا من قائمات 50 مرحلة للقمر في غضون سنة وسنة صفرية، والتي تبين أنها سنة كاملة، وليس لحظة في الوقت المناسب. Jean Meeus gives the following explanation: جان ميوس يعطي التفسير التالي:
هناك خلاف بين علماء الفلك والمؤرخين حول كيفية ترقيم السنوات التي سبقت عام 1. في [ الخوارزميات الفلكية]، و «كولومبيا البريطانية» تحسب السنوات فلكية. وهكذا، وقبل عام من العام +1 تكون السنة الصفرية، والسنة التي تسبق هذه الأخيرة هي السنة -1. السنة التي يسميها المؤرخون 585 ق.م هو في الواقع العام -584. عد الفلكي لسنة السلبية هو الوحيد مناسبة لغرض الحسابي. على سبيل المثال، في الممارسة التاريخية العد وسيادة القسمة بنسبة 4 الكشف عن جوليان بقفزة السنوات التي لم تعد موجودة. هذه السنوات هي، في الواقع، 1، 5، 9، 13... ق. في التسلسل الفلكي، ومع ذلك، وتسمى هذه سنة كبيسة 0، -4، -8، -12... وسيادة القسمة بنسبة 4 قائما.
- جان ميوس، الخوارزميات الفلكية.

## سنوات وقعت دون السنة الصفرية
على الرغم من أنه استخدم المصطلحات الفرنسية المعتادة «طليعة J.-C.» (قبل يسوع المسيح)، و «ما بعد فترة (البريفكس) J.-C.» (بعد يسوع المسيح) لتسمية سنوات في أي مكان آخر في كتابه، وهو مؤرخ من البيزنطيين، (فينانس جرومل، تستخدم السنوات السلبية (التي تم تحديدها من قبل علامة الطرح، -) لتسمية سنة قبل الميلاد والسنوات الإيجابية غير الموقعة لتسمية م سنوات في الجدول. وقد فعل ذلك ربما لتوفير مساحة ووضع لمدة سنة صفرية بينهما. يتضمن الإصدار 1.0 من لغة مخطط XML، غالبا ما يستخدم لوصف البيانات المتبادلة بين أجهزة الكمبيوتر في XML، الذي بني في التاريخ البدائي أنواع البيانات والتاريخ والوقت. وعلى الرغم من هذه المعرفة في مجال ISO 8601 التي تستخدم التقويم الغريغوري مبكر الانتياب، وبالتالي يجب أن تتضمن العام الصفري، تنص مواصفات مخطط XML أنه لا يوجد سنة صفرية. الإصدار 1.1 من توصية تحديد مواءمة مواصفات الأيزو 8601 من قبل بما في ذلك في السنة الصفرية، على الرغم من المشاكل الناجمة عن عدم وجود التوافق.